# 南京市金陵中学仙林分校
南京市金陵中学仙林分校位于南京城东仙林大学城，南京市栖霞区仙林大道188号，是百年名校南京市金陵中学的分校之一。2012年由南京市栖霞区人民政府、仙林大学城管委会、南京市教育局与南京大学四方合作创办，为区属公办学校，分为小学部和中学部，小学部于2012年9月开学（目前已于金陵小学合并），中学部于2014年9月开学。最初办学规模为小学8轨、初中16轨。截止2023年8月，学校拥有金陵中学仙林分校（仙林湖校区）与金陵中学仙林分校（龙潭校区）两个校区，实行“一校两址”办学。